# Renato Santos
Renato João Saleiro Santos (Estarreja, 7 de octubre de 1991) es un futbolista portugués. Juega de extremo y se encuentra sin equipo.

## Trayectoria
Es un extremo rápido formado en la cantera del Rio Ave Futebol Clube.
En la temporada 2017-18, disputa 27 partidos oficiales con el Boavista (25 de liga), en los que marca seis goles y reparte una asistencia. Al conjunto ajedrezado llegó en 2015 procedente del Tondela donde había jugador cedido por el Río Ave. 
En julio de 2018, llega para reforzar el ataque del Málaga CF en la Liga 123.

## Clubes
| Club                      | País          | Año       |
| ------------------------- | ------------- | --------- |
| Rio Ave F. C.             | Portugal      | 2010-2015 |
| Moreirense F. C. (cedido) | Portugal      | 2010-2012 |
| Desportivo Aves (cedido)  | Portugal      | 2012-2013 |
| C. D. Tondela (cedido)    | Portugal      | 2015      |
| Boavista F. C.            | Portugal      | 2015-2018 |
| Málaga C. F.              | España        | 2018-2020 |
| Volos F. C.               | Grecia        | 2021      |
| Busan IPark F. C.         | Corea del Sur | 2021      |
| Algeciras C. F.           | España        | 2022      |
| S. C. U. Torreense        | Portugal      | 2022-2023 |
| Olympiakos Nicosia F. C.  | Chipre        | 2023-2024 |